# إدواردو دي خيسوس باريتو
إدواردو دي خيسوس باريتو (14 أغسطس 1951 - 26 مايو 2021) كان سياسيًا ومناضلًا انفصاليًا من أبناء تيمور الشرقية. كعضو في الكونغرس الوطني لإعادة إعمار التيموريين عمل في البرلمان الوطني لتيمور الشرقية.
توفي دي جيسوس باريتو في جاكرتا في 26 مايو 2021 عن عمر يناهز 69 عامًا.